# 이베르 로센크란츠

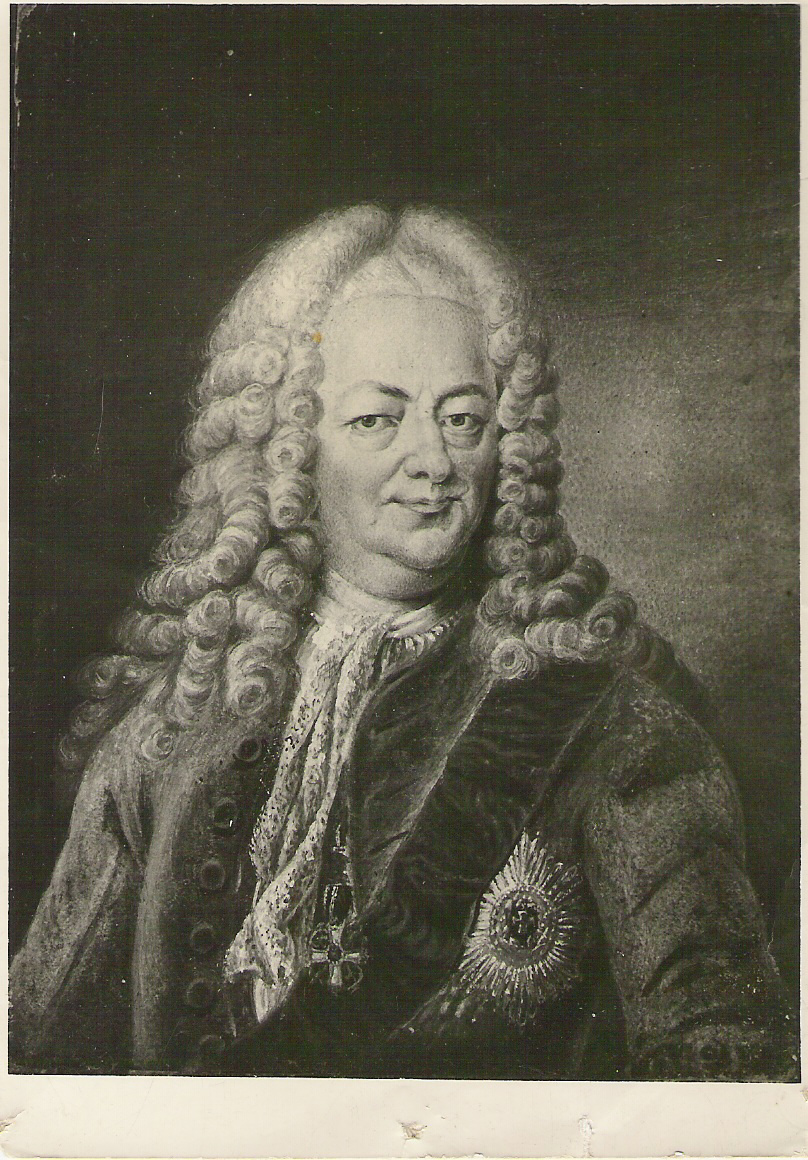
이베르 로센크란츠

이베르 에릭센 로센크란츠(덴마크어: Iver Eriksen Rosenkrantz, 1674년 12월 5일 ~ 1745년 11월 3일)는 덴마크의 정치인이다.
로센홀름(Rosenholm)에서 추밀원 의원으로 활동했던 에리크 로센크란츠(Erik Rosenkrantz)와 그의 세 번째 아내인 마르가레타 크라베(Margaret Krabbe)의 아들로 태어났다. 1691년에는 코펜하겐 기사 학교에 입학했고 3년 동안 외국 유학 생활을 했다. 1697년에 덴마크로 귀국했으며 1698년에는 소피아 헤드비(Sophia Hedwig) 공주에 의해 덴마크 왕실 인사로 발탁되었다.
프레데리크 4세 국왕으로부터 스웨덴 주재 덴마크 대사로 임명되었지만 큰 성과를 기록하지 못했다. 1702년에는 상담원으로 채용되었으며 1702년부터 1706년까지, 1710년부터 1714년까지 잉글랜드 주재 덴마크 대사를 역임했다. 크리스티안 6세 국왕 시대에는 덴마크의 총리를 역임했고 덴마크 정부로부터 코끼리 훈장을 받았다.